# 基隆要塞
基隆要塞是臺灣日治時代北部的軍事指揮中心之一，位於今基隆市中正區。日本當局於1896年在此設立「基隆要塞指揮所」，其管轄範圍涵蓋基隆、澳底、金山、淡水、新竹、後龍等地區，1903年在此設立「基隆要塞司令部」。
基隆要塞司令部用地在戰後由中華民國國軍接收，設置「光復營區」，之後成為行政院海岸巡防署海岸巡防總局北部地區巡防局第二海岸巡防總隊的駐紮地。基隆要塞司令部廳舍於2010年被列入基隆市市定古蹟，2017年海巡署將該建物連同部分營區用地移撥基隆市政府，2022年完成建物修復並向公眾開放。

## 概要

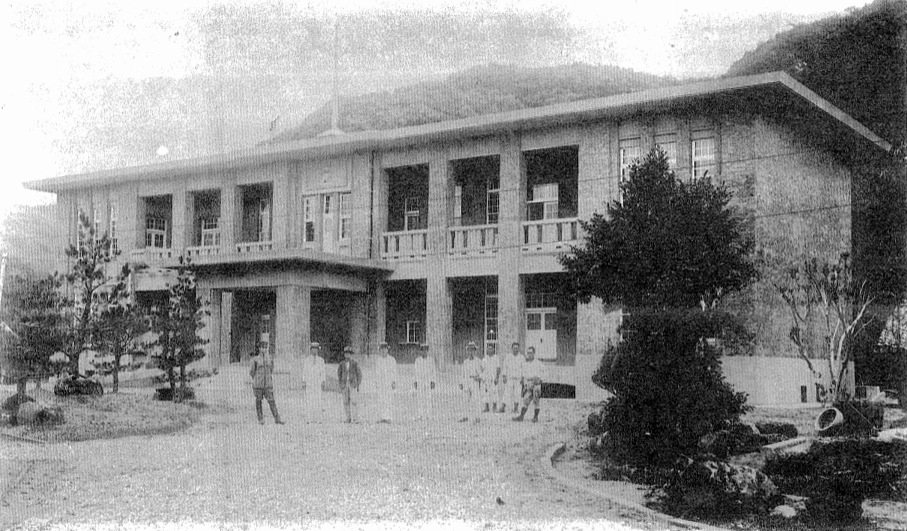
日治時期基隆要塞司令部廳舍正面

### 日治時期
基隆與澎湖群島、高雄一樣，是臺灣島防衛上的要地，而大日本帝國也在這三處設立了軍事要塞。基隆港除了水深適宜，鄰近北台灣產煤的礦區，且附近淡水充沛，因此補給方便，成為北台灣重要的對外港阜。自臺灣清治時期為了防禦基隆港，清朝政府在港口周遭高地設立五座炮台佈防。這些防務設施在台灣日治時期接收，日本政府以此為基礎設置總轄之防禦機構：基隆要塞。基隆要塞由日本帝國陸軍管轄，在1919年前隸屬於臺灣守備混成旅團，之後改隸屬臺灣軍，要塞的駐守官兵稱為基隆要塞砲兵大隊，其指揮官也是全由陸軍將領出任。
日本接手清治時期建設的砲台群後，重新規劃防禦設計，在明治32年（1899年）上呈「基隆要塞防禦（永久）要領書」，計畫打造15座永久防禦炮台與2座臨時炮台，防禦炮台的設計則是7座海防、8座陸防。1900年3月，外木山砲臺動工，至1905年6月先後完成10座砲臺及堡壘。1903年5月，設置基隆要塞司令部，並在同年8月正式運作。1920年，基隆要塞在整編之時，軍備隨之縮編。
1941年9月15日，太平洋戰爭前夕，實施要塞部隊動員與臨時編成，主戰力基隆重砲兵聯隊改稱基隆要塞重砲兵聯隊（通稱號：臺灣4512部隊），同年11月8日要塞發令進入「準戰備」狀態。在1944年10月的台灣沖航空戰中，基隆要塞的防空部隊迎戰空襲敵機，但人員、設備都受到相當的損害。
1945年1月4日，為防備同盟軍登陸，要塞重砲兵聯隊改編成具野戰性格的重砲兵第13聯隊（通稱號：律第12864部隊），編入第10方面軍下的「獨立混成第76旅團」。獨立混成第76旅團主要由重砲兵第13聯隊、獨立步兵第565至567大隊，以及為了加強港灣地區防空的部分高射炮第162連隊所編成，而旅團長由原基隆要塞司令官擔任，最終於構築防禦陣地中結束戰爭。

#### 年譜
- 1900年
  - 3月 外木山砲臺動工
  - 8月 大武崙山堡壘動工
  - 12月 白米甕砲臺動工
- 1901年
  - 3月 槓子寮砲臺動工
  - 5月 社寮島砲臺動工
  - 11月 萬人頭堡壘動工
- 1902年
  - 1月 大武崙山堡壘竣工
  - 3月 外木山砲臺竣工
  - 5月 設置基隆要塞司令部
  - 7月 白米甕砲臺竣工
- 1903年
  - 9月 社寮島砲臺竣工
- 1904年
  - 8月 萬人頭堡壘竣工‧八尺門砲臺動工
  - 10月 槓子寮砲臺竣工
  - 12月 牛稠嶺砲臺動工
- 1905年
  - 2月 公山尾砲臺動工
  - 5月 牛稠嶺砲臺竣工
  - 6月 公山尾砲臺・八尺門砲臺竣工
- 1945年（昭和20年）1月 復歸為要塞司令部及要塞重砲兵連隊

#### 歷代司令官
- 野間駒 少將：1903年5月1日 -
- 柴田正孝 少將：1904年9月8日 -
- 原義成 少将：1906年3月3日 -
- 兵頭雅譽 少將：1907年11月13日 -
- 江藤鋪 少將：1910年3月9日 -
- 牧野清人 少將：1910年11月30日 -
- 高瀨清次郎 少將：1912年12月26日 -
- 河北榮太郎 少將：1913年8月22日 -
- 杉山正則 少將：1915年8月10日 -
- 東乙彥 少將：1917年8月6日 -
- 曾田孝一郎 少將：1918年8月19日 -
- 庄田藤治 少將：1918年11月18日 -
- 黑河內信次 少將：1920年8月10日 -
- 上砂勝七石井常造 少將：1922年8月15日 -
- 中田鐵五郎 少將：1923年8月6日 -
- 深水武平次 少將：1925年5月1日 -
- 豬狩亮介 少將：1927年7月26日 -
- 松田常太 少將：1928年3月8日 -
- 藤本恒治 少將：1929年3月16日 -
- 秋田米吉 少將：1930年8月1日 -
- 林業_(陸軍軍人)少將：1931年8月1日 -
- 林幸司 少將：1932年8月8日 -
- 中島完一 少將：1934年1月23日 -
- 渡邊謙 少將：1935年3月15日 -
- 間崎信夫 少將：1936年3月23日 -
- 不明：1937年8月2日 -
- 下枝金之輔 少將：1938年3月1日 -
- 粟飯原秀 少將：1938年7月15日 -
- 瀨谷啓 少將：1939年10月2日 -
- 山縣栗花生 少將：1940年8月1日 -
- 井上靖_(陸軍軍人) 少將：1941年6月28日 -
- 大須賀應 少將：1942年3月6日 - 1944年2月14日

### 戰後
二戰後，國民政府警備總司令部負責接收任務，成立「台灣地區軍事接收委員會」，1945年（民國34年）12月，軍政部史宏熹等人來臺調查要塞狀況，隔年正式設立基隆要塞司令部，由史宏熹擔任要塞司令部司令，歸臺灣省警備總司令部指揮。

#### 二二八事件
1947年（民國36年）2月28日，因二二八事件造成民眾死傷而引發眾怒，臺北發生長官公署開槍事件消息不久傳至基隆，當晚基隆市警察局第一分局遭群眾襲擊，基隆要塞司令部與憲警單位開槍鎮壓，加以驅散，並展開搜捕行動，陳儀任命基隆要塞司令部史宏熹為基隆臨時戒嚴司令。3月1日，要塞司令部宣布基隆市臨時戒嚴，至3月2日下午6時陳儀乃指示解除戒嚴，但要塞司令部仍負責基隆地區之治安，3月4日，二二八事件處理委員會基隆分會成立。3月8日，要塞部隊配合國軍登陸進行肅清，在基隆街頭實施密集射擊，後主力向臺北推進。3月9日，陸軍整編二十一師登陸，基隆恢復戒嚴，隔日展開「綏靖」工作。 同年5月，「基隆要塞司令部」進行組織縮編、改組為「總台守備大隊」。

### 近代
1957年（民國46年）由於管理單位裁撤問題，基隆要塞營舍移交給基隆地區駐軍部隊、北部海岸防衛單位負責管理並使用，稱為「光復營區」。2010年5月受指定為基隆市市定古蹟。2016年海巡署完成光復營區新廳舍遷建後，隔年將包括原要塞司令部建物在內的部分土地與建物移撥基隆市政府。2018年10月，在中華民國文化部「大基隆歷史場景再現計畫」的支援下，基隆市文化局啟動修復再利用工程計畫；2020年4月開工。2022年修復再利用工程完工，並在2022年6月基隆城市博覽會作為展區開放民眾先行參觀。基隆城市博覽會結束後，包含古蹟主建物、光復樓及軍補庫房在內的園區皆對外全面開放。
2023年11月16日，基隆市政府委託力麒建設旗下公司力瑋國際開發營運之文創景點「司令大院子」於基隆要塞開幕。

## 廳舍設計

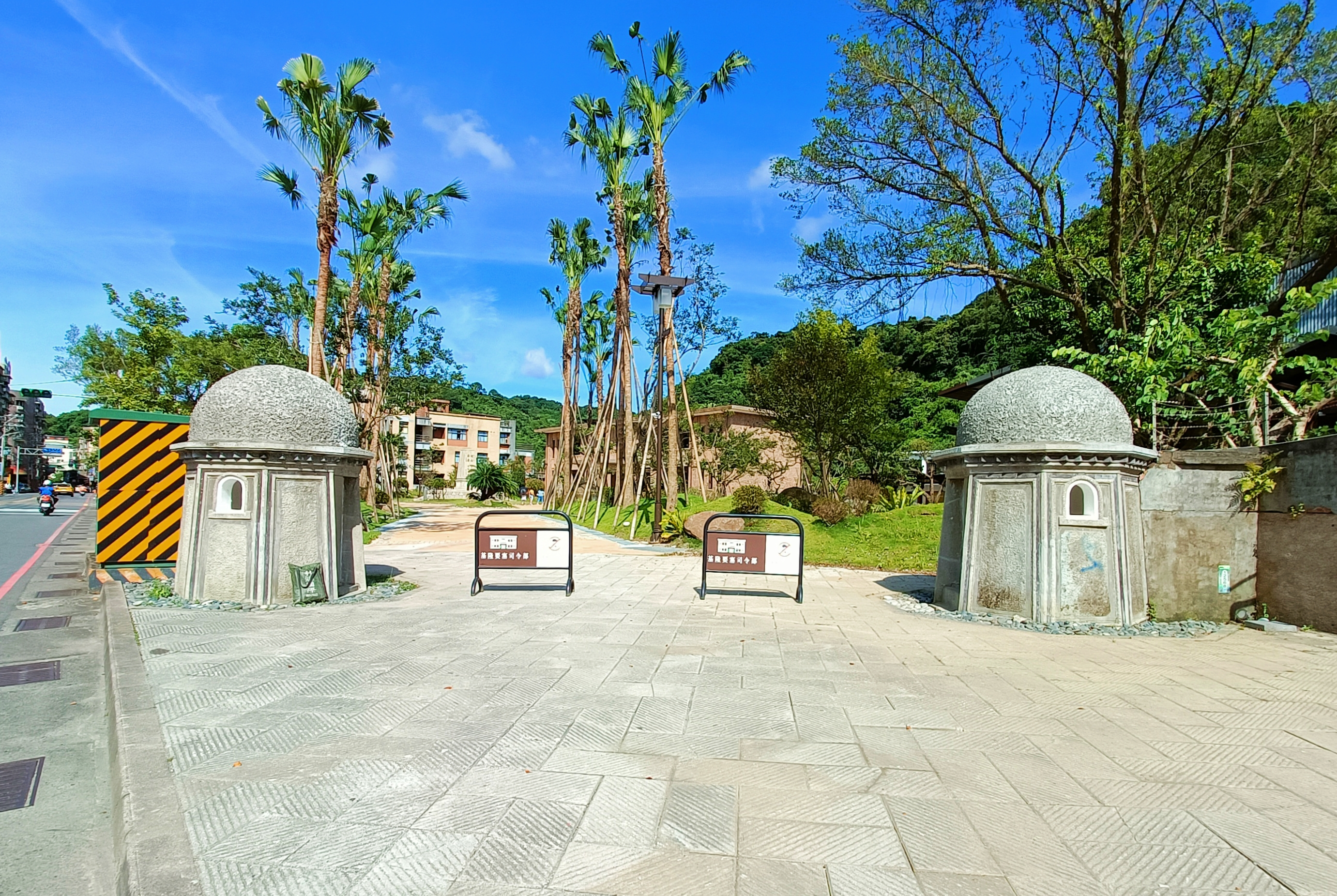
原基隆要塞司令部大門
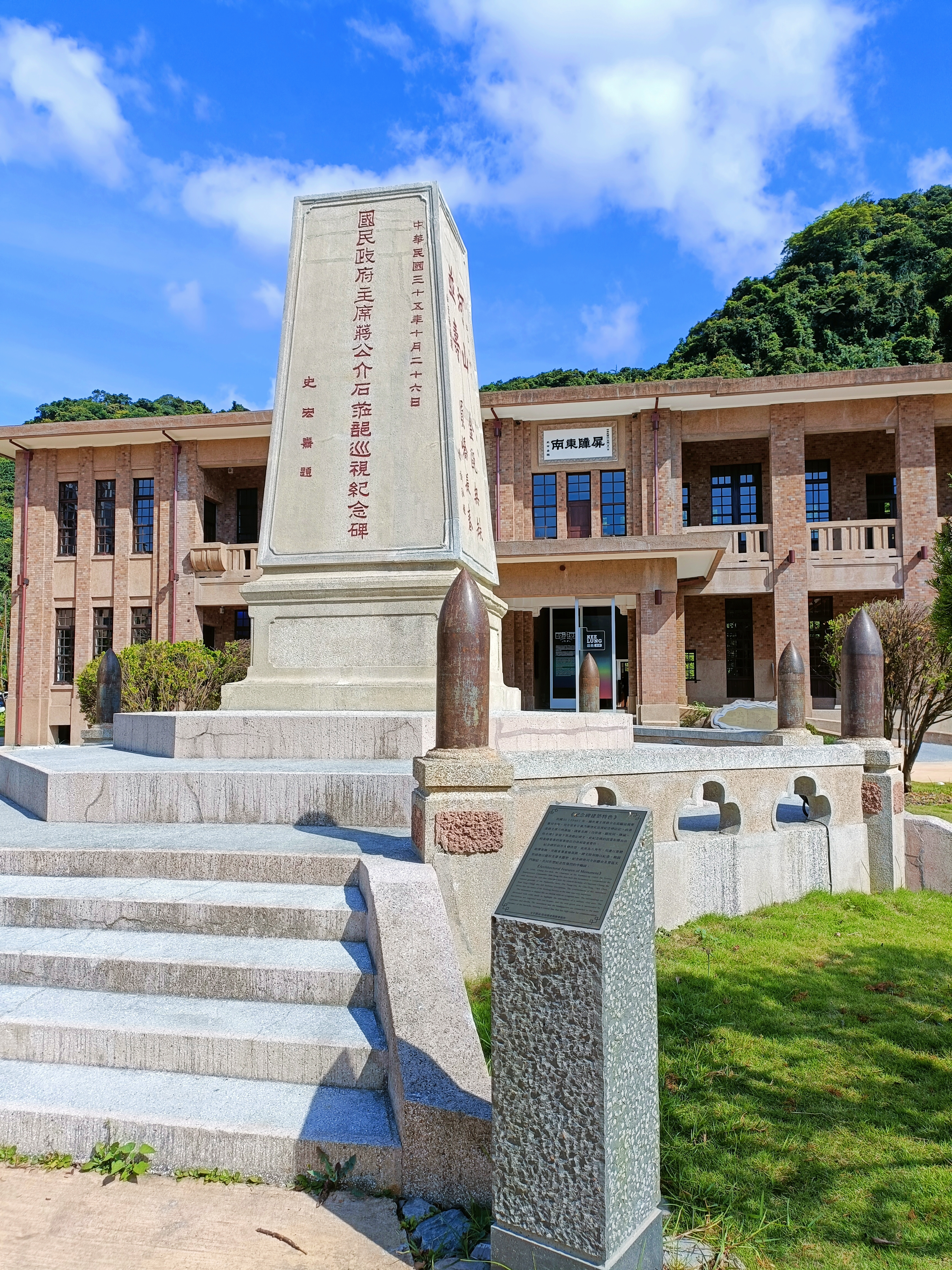
蔣公介石蒞部巡視紀念碑
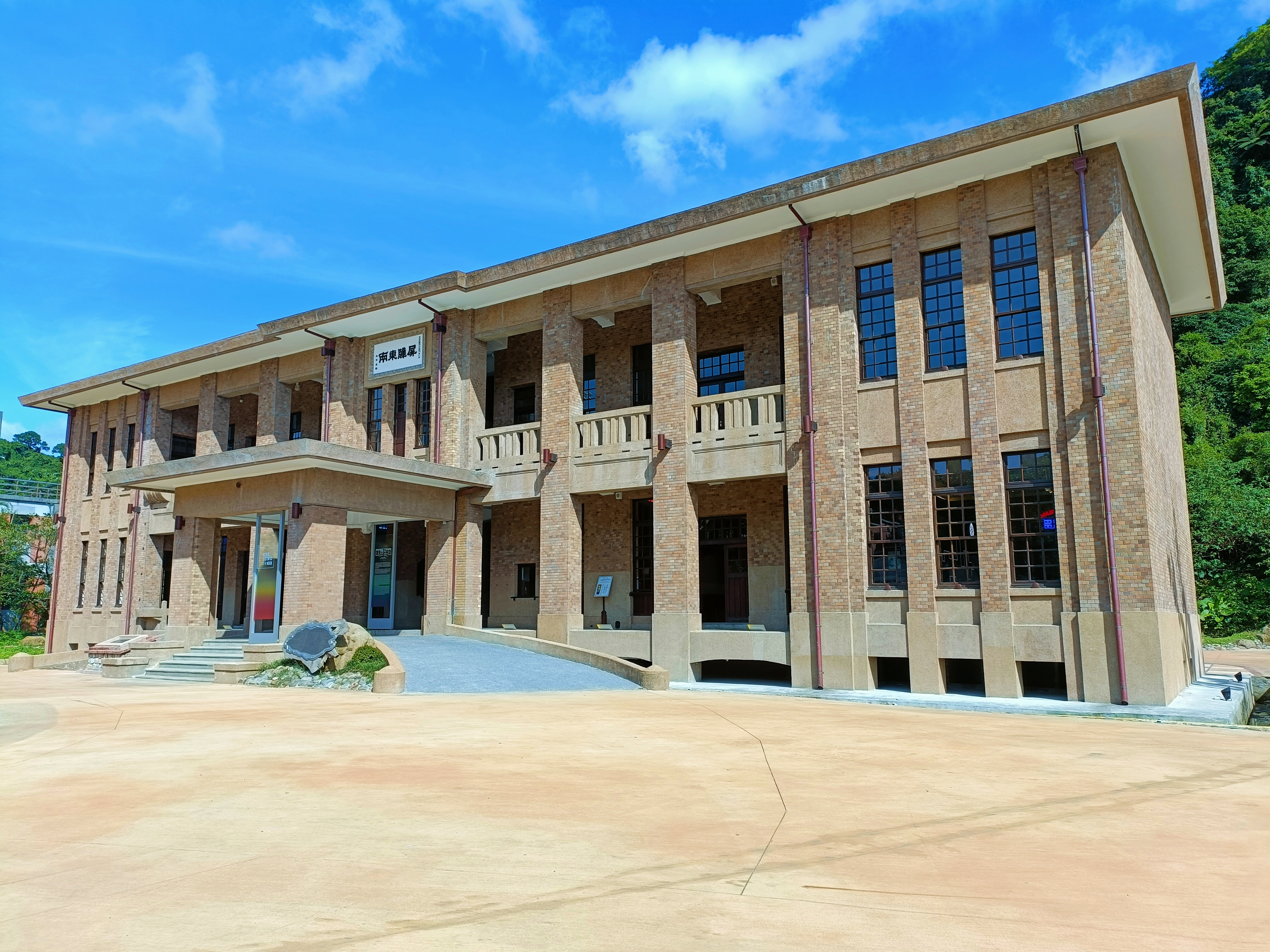
司令部側面
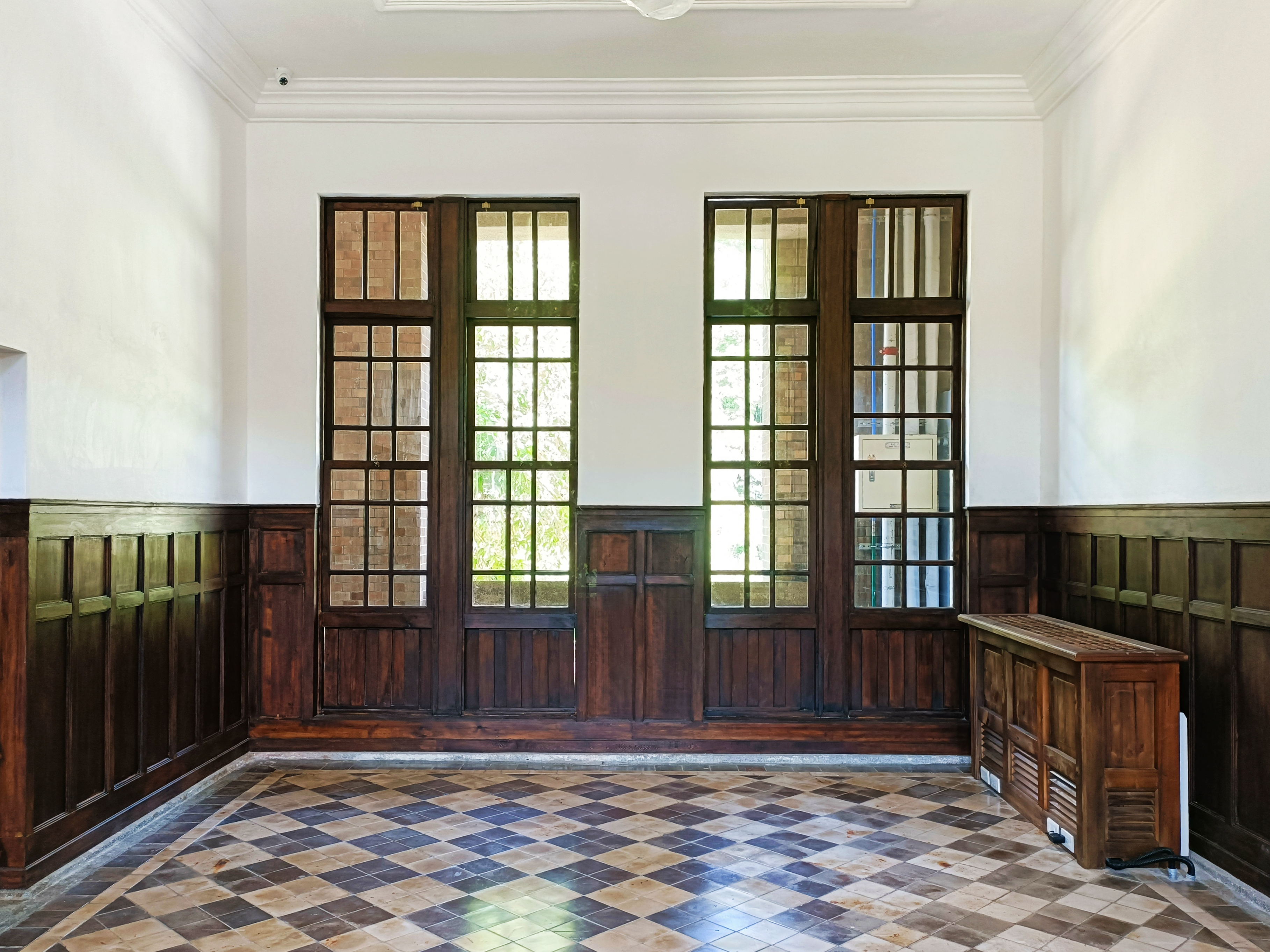
司令部二樓室內場域，圖中為應接室。

目前的基隆要塞司令部廳舍於昭和三年（1928年）9月動工，昭和四年（1929年）3月完工，為一座平面格局為「T字型」的兩層樓鋼筋混凝土建築。地坪面積895.5平方公尺，由臺灣總督府營建課工事部技師淺井新一負責設計，建築外觀貼附十三溝面磚的立柱及洗石子欄杆搭配而成，入口正面及設有雨庇及簷口線，供車輛直接駛入。因應在地氣候及空間影響，建築物以規劃東北-西南向配置防止日曬，同時因應戰時需求而使用抗爆磚壁作為結構，因此該建築物具有耐震功能。

室內部分，除一樓配置砲兵部、工兵部、經理室、講堂兼食堂、收發室等空間，二樓則有軍醫室、副官事務室、參謀部室、會議室兼長官食堂、司令官室、接待室，廳舍後方附屬浴室、廁所等空間，天花板結構以白灰木摺漆面塗，地板則是以洗石子作為裝飾，並保存包括壁櫃、吊櫃等辦公設施。

#### 蔣公介石蒞部巡視紀念碑
民國35年（1946年）10月，蔣中正在巡視臺灣時曾至此處避壽；因此同年12月25日於司令部廳舍前方立有「國民政府主席蔣公介石蒞部巡視紀念碑」，該碑由白崇禧、顧祝同、陳誠、桂永清等名將祝壽題字。並由史宏熹題紀念文。
除名稱外，紀念碑也刻有「河山並壽、國基永固」、「金甌無缺、員嶠長春」等標語，該紀念碑以方尖牌做為造型，基座則為八角形狀，合起來具有「四面八方」寓意，周遭則放置砲彈作為配置裝飾。

### 其他設施

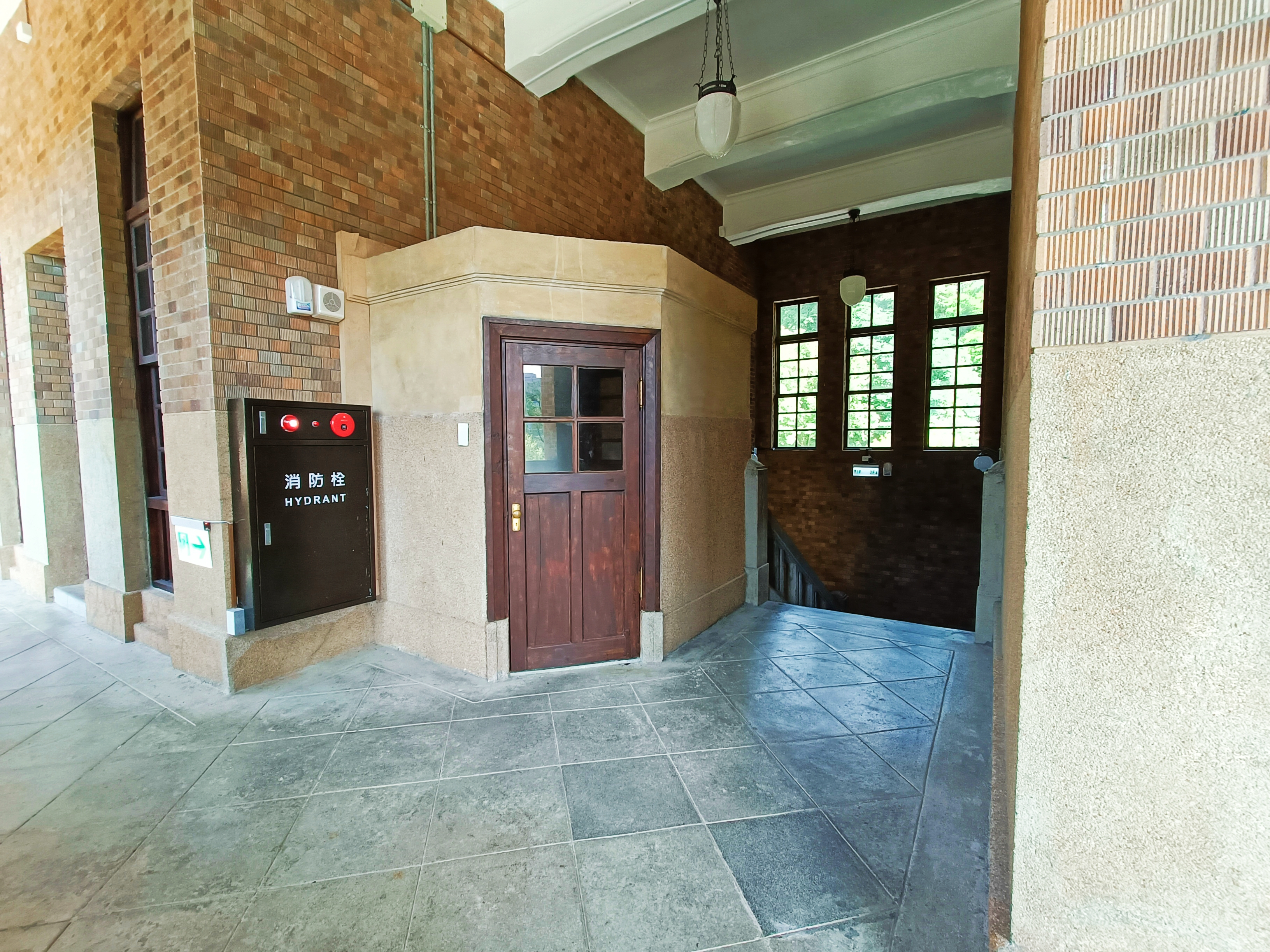
二樓，圖中為小使室。
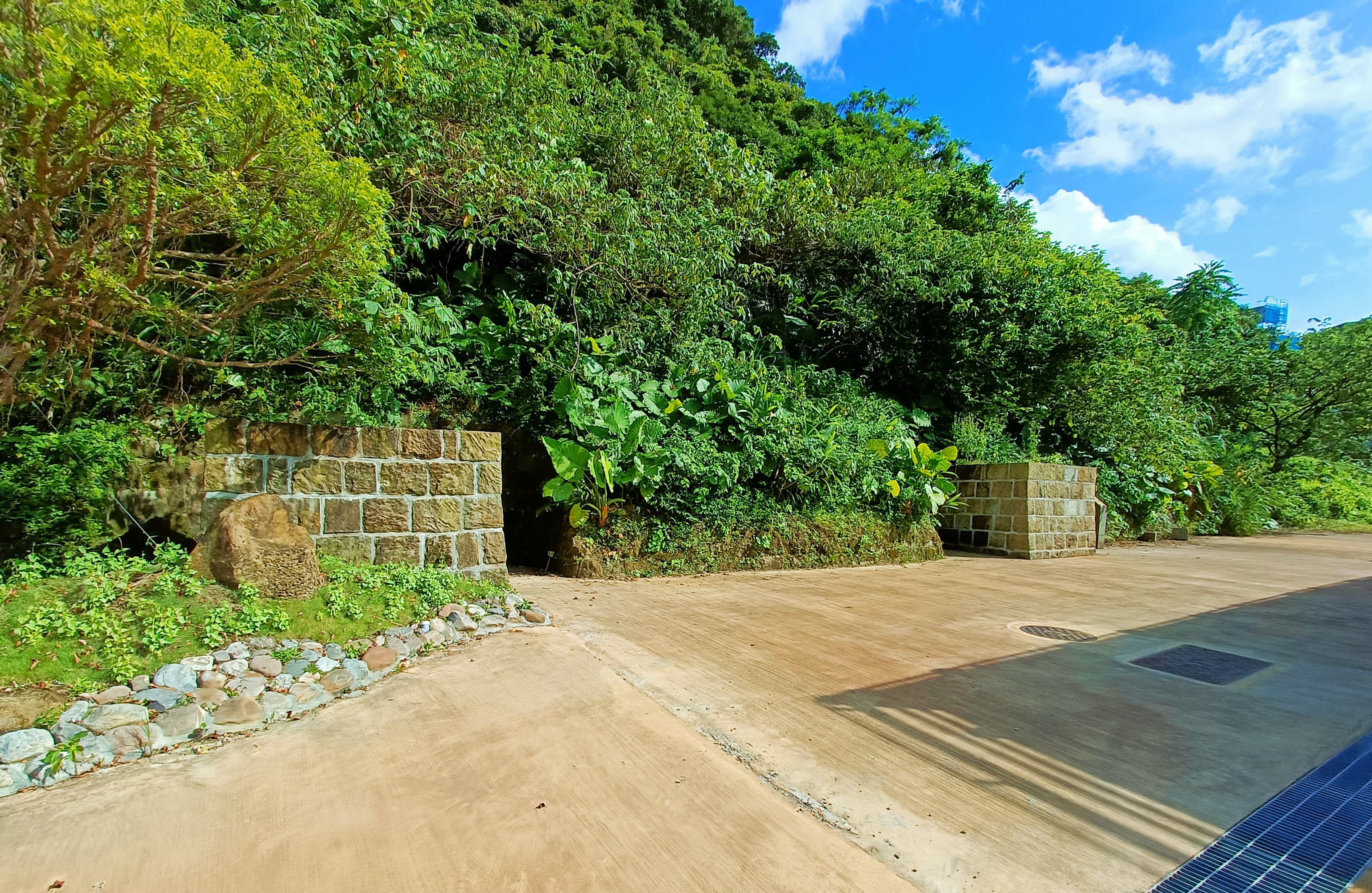
基隆要塞的防空洞。
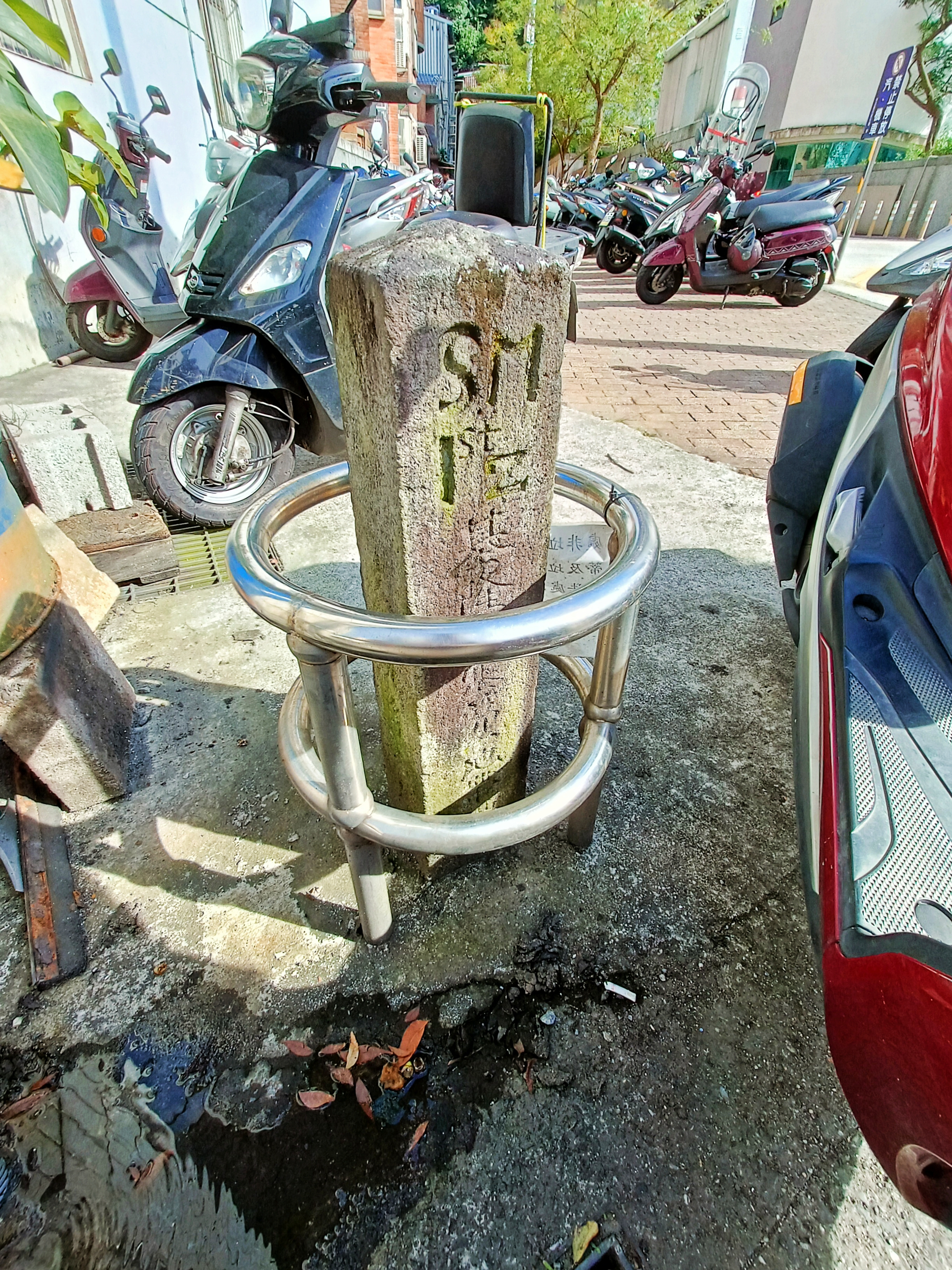
基隆要塞地界碑，目前保存於校官眷舍旁
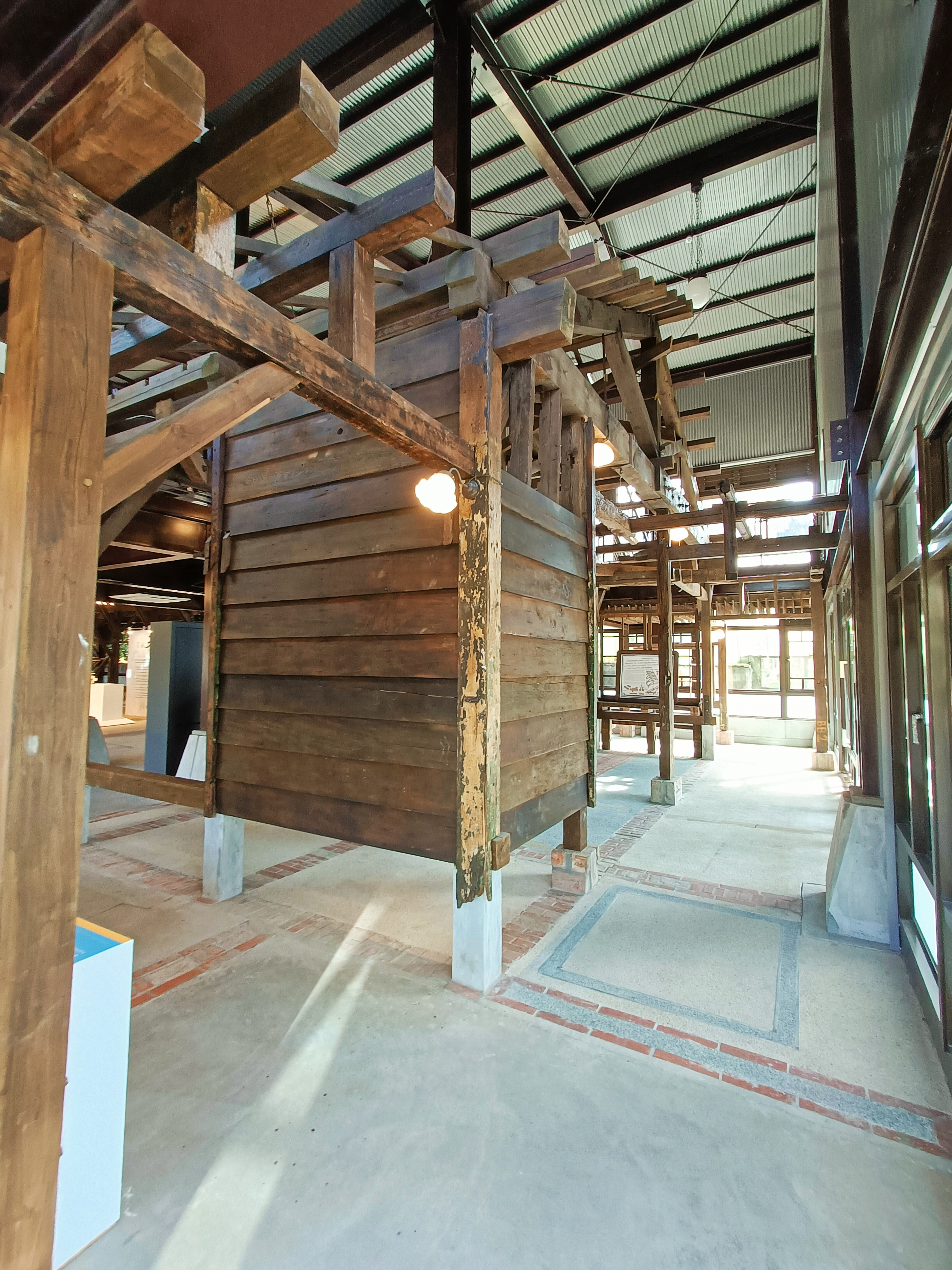
要塞司令部軍補庫房遺構

要塞司令部後面靠近山壁處，在二戰因應戰爭需求，設有三處防空洞提供人員疏散及保護。後作為「光復園區」期間，國軍曾在廳舍旁興建光復樓和營舍。兩棟建築物呈現「Ｌ」型平面格局，現則作為展示館使用。
軍補庫房興建於日治時期，最初作為保存軍用補給庫所使用，該棟建築物並未有文化資產身份，基隆市政府於2013年推動拆解保存計畫，將構件保存於文資倉庫，後再修復計畫時將構件運回原址進行重組，並保存於重新修復的光復樓室內展示。

### 轄內設施
二戰前，舊大日本帝國陸軍的要塞建築，對艦射撃用的海岸砲台稱為「砲台」，海岸防守敵軍的陸戰用砲台稱作「保壘」。永久要塞設施依時代、用途、地域的差別而有所不同，但基本上都設有砲台、碉堡、高射砲陣地、指揮所、觀測所、彈藥庫、油庫、貯水設施、通信設施、待機所、地下坑道 、醫療設施等。其中基隆要塞在各地所設立要塞建築，則做為防禦基隆港要塞的建設使用。

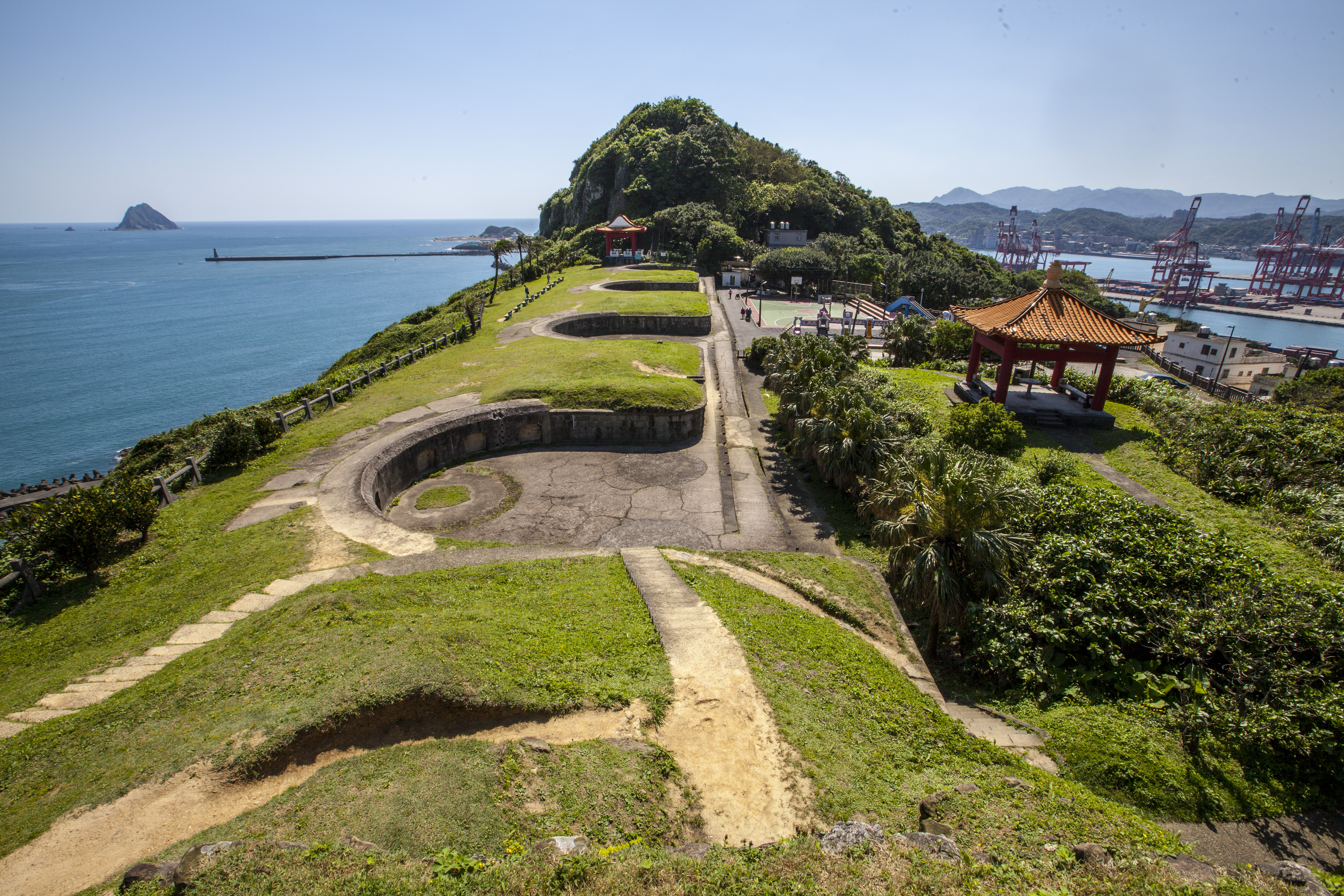
白米甕砲臺砲座遺跡

根據1924年由大日本帝國陸地測量部繪製的《二萬五千分之一臺灣地形圖》，基隆要塞司令部的轄內設施與配置包括：
港灣西北區
- 木山堡壘（市定古蹟）　※火砲後來移設高雄要塞。
- 大武崙堡壘（國定古蹟）　※日俄戰爭後廢止，撤除火砲為偽砲臺。

港灣西區
- 萬人頭砲臺（僅存部分遺構）　※要塞整理時撤除火砲為預備砲台。
- 白米甕堡壘（市定古蹟）

港灣南區
- 基隆重砲兵大隊
- 獅球嶺演習砲臺（市定古蹟）

港灣北區
- 社寮島砲臺（市定古蹟）

港灣東北區
- 槓子寮堡壘（國定古蹟）　※火砲後來移設高雄要塞。
- 八尺門砲臺（僅存部分遺構）
- 牛稠嶺砲臺（僅存部分遺構）

港灣南區
- 公山尾砲臺（僅存部分遺構）　※要塞整理時撤除火砲為偽砲臺。
- 深澳山堡壘（市定古蹟）　※要塞整理時撤除火砲而廢止。

## 腳注
1. ↑  . 文化部文化資產局. （原始内容存档于2019-06-08）.
2. ↑  基隆要塞司令部 （页面存档备份，存于）.文化部文化資產局
3. ↑  沈如峰. . 中央通訊社. 2022-03-18  [2022-05-14]. （原始内容存档于2022-05-14）.
4. ↑  本段參照『日本陸軍兵科連隊』（新人物往來社、1994年） ISBN 4-404-02144-5　第一部 砲兵連隊 101頁與110頁
5. ↑  . 〈二二八事件綏靖執行及處理報告之一〉. 檔案管理局.
6. ↑  賴澤涵. . 臺北: 時報. 1994年.
7. ↑  張炎憲. . 臺北: 國史館、二二八基金會. 2011年.
8. ↑  張炎憲. . 臺北: 吳三連台灣史料基金會. 2011年.
9. ↑  海巡光復新廳舍落成 兼顧古蹟保存
10. ↑  盧賢秀. . 自由時報電子報. 2017-08-31  [2017-08-31]. （原始内容存档于2022-01-26）.
11. ↑  俞肇福. . 自由時報. 2016-09-24  [2016-09-24]. （原始内容存档于2022-01-26）.
12. ↑  . 基隆市政府.
13. ↑  中央通訊社. . 中央社 CNA. 2023-11-16  [2023-11-17]. （原始内容存档于2023-11-18） （中文（臺灣））.
14. ↑  陳美玲. . 聯合新聞網.   [2023-11-17]. （原始内容存档于2023-11-19） （中文（臺灣））.
15. ↑  . 社團法人臺灣建築會. 1929-09-05. （原始内容存档于2019-08-10）.
16. ↑  計畫主持：張崑振。 協同主持：練乃齊、李魁鵬. . 基隆市: 基隆市文化局. 2005年.
17. ↑  . 國立臺灣歷史博物館藏品資料. 原始内容存档于2022-08-16.

## 外部連結
- 基隆要塞司令部——文化部文化資產局 （页面存档备份，存于）
- 陸軍砲兵聯隊総覧
- 基隆要塞司令部 - 二二八事件紀念基金會 （页面存档备份，存于）